# Robertino Kljajić
Robertino Kljajić, född 10 december 1990 i Helsingborg och är en svensk fotbollsmålvakt som spelar för IS Halmia.

## Karriär
Kljajić moderklubb är Högaborgs BK. Han har tidigare spelat för TSV Rain/Lech i Regionalliga Bayern, Höganäs BK, Östers IF, Degerfors IF och Ljungskile SK.
Den 31 mars 2017 skrev Kljajić på ett ettårskontrakt med Borlängelaget Dalkurd FF. I augusti 2018 gick han till division 1-klubben Kristianstad FC. I januari 2019 gick Kljajić till tyska Anker Wismar. Inför säsongen 2021 gick han till division 3-klubben IS Halmia.